# ヴィリー＝シャティヨン
ヴィリー＝シャティヨン （Viry-Châtillon）は、フランス、イル＝ド＝フランス地域圏、エソンヌ県のコミューン。

## 地理
パリのノートルダム大聖堂の南東約20マイル、県北部にあるヴィリー＝シャティヨンは、ブリー地方とウルポワ地方の境にある。コミューン面積の約75%が都市部で、農村地域は約10%でしかない。セーヌ川の左岸地域にあり、ヴィリー＝シャティヨン湖の大半がコミューン内にある（残りはグリニーに属す）。

## 歴史

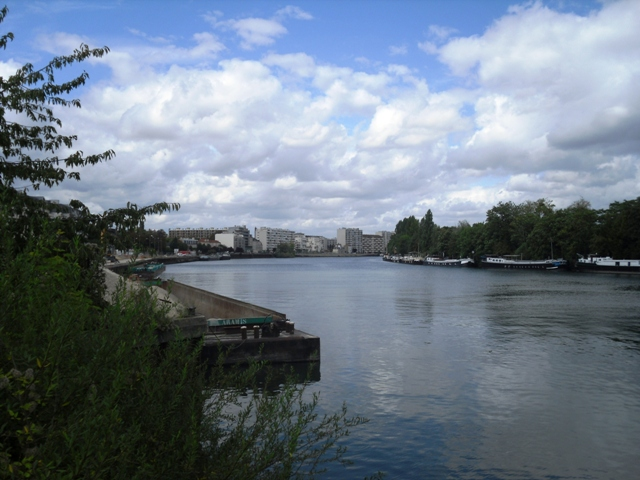
ヴィリー＝シャティヨンを流れるセーヌ川

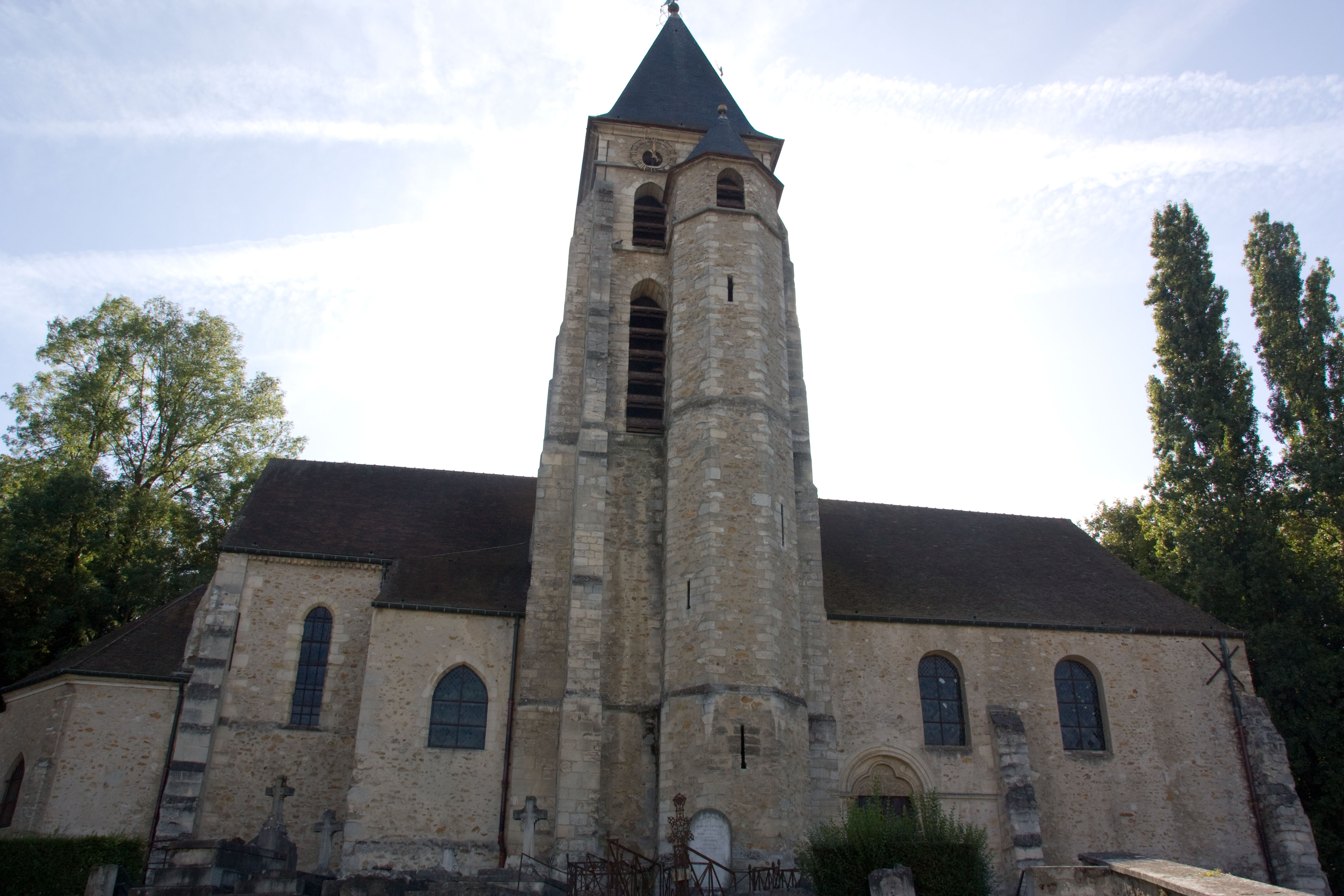
ゴシック建築のサン＝ドニ教会

ヴィリー＝シャティヨンは昔、ヴィリー＝シュル＝オルジュ（Viry-sur-Orge）とシャティヨン＝シュル＝セーヌ（Châtillon-sur-Seine）の2つのコミューンに分かれていた。どちらのコミューンも、域内を流れるオルジュ川とセーヌ川を地名に取り込んでいた。シャティヨンとは『小さな城』を意味する。ヴィリーとはラテン語のViriacumまたはVeriacumに由来する。ガロ＝ローマ時代の土地所有者の名Verusが所有する野原を意味する。
991年にヴィリーは辺境の封土であった。1093年、ロンポンの登記台帳にViriacoとCastellonioの名が記されたのが最古の名称の記録である。1118年、ルイ6世がモンレリーを相続すると、ヴィリー領主になり、シャティヨン集落はフランス王領に併合された。ヴィリーは既にキリスト教の教区に組み込まれていた。13世紀に建てられた教会は聖ドニに献堂されていた。1790年、2つのコミューンが合併されヴィリー＝シャティヨンとなった。1867年、鉄道のヴィルヌーヴ＝サン＝ジョルジュ-モンタルジ線が運行を開始し、二酸化珪素の堆積岩や、砂を採取し運搬するため商業港が河岸につくられた。普仏戦争ではヴィリー＝シャティヨンはプロイセン軍に占領された。
1909年、世界初の飛行場ポール・アヴィアシオン（fr）がつくられた · 。第一次世界大戦中には、飛行場をフランス空軍、ベルギー空軍、イギリス空軍が利用した。1919年に起きたセーヌ川洪水で浸水したため、飛行場は閉鎖された。
長い間、ヴィリー＝シャティヨンは農民と漁民が暮らすセーヌ河岸の村だったが、20世紀に入って人口が急増した。第二次世界大戦後のベビーブーム、都市人口の郊外流出、海外植民地からの引揚者急増（ピエ・ノワールなど）で、かつて農地だった土地に高層集合住宅（fr）や広大な新地区ができた。
現在、アルピーヌF1（旧ルノーF1）がヴィリー＝シャティヨンをフランスにおける本拠地としている。

## 政治
パリ郊外のサントゥール・ルージュ（fr、共産主義者市長が多い郊外コミューンの総称）に含まれるヴィリー＝シャティヨンは、1953年から1995年まで中道右派が支配的で、以降はフランス社会党と結びついた左翼政党が市長職についている。

## 交通
- 空港 - 北約6マイルにオルリー空港
- 道路 - A6、N7、D445
- 鉄道 - RER D線ヴィリー＝シャティヨン駅
- 水上輸送 - 貨物の輸送のみ

## 姉妹都市
- エルフトシュタット、ドイツ
- ウォキンガム、イギリス

## 出身者
- ウーダ・ベニャミナ - 映画監督